# Épisodes des Évasions célèbres
Cet article présente le guide des 13 épisodes  de 55 minutes de la série télévisée franco-italo-austro-hongroise Les Évasions célèbres, diffusée en France à partir du lundi 6 mars 1972 sur la première chaîne de l'ORTF.

## Épisodes
| Numéro de l'épisode | Titre français                                | Titre italien                              | Date de 1re diffusion en France |   |                              |                                 |             |
| ------------------- | --------------------------------------------- | ------------------------------------------ | ------------------------------- | - | ---------------------------- | ------------------------------- | ----------- |
| Numéro de l'épisode | Titre français                                | Titre italien                              | Date de 1re diffusion en France | 1 | L'Évasion du duc de Beaufort | L'evasione del Duca di Beaufort | 6 mars 1972 |
| 2                   | Le Comte de Lavalette                         | Il conte di Lavalette                      | 13 mars 1972                    |   |                              |                                 |             |
| 3                   | Latude ou l'Entêtement de vivre               | Un errore di gioventù                      | 20 mars 1972                    |   |                              |                                 |             |
| 4                   | L'Esclave gaulois                             | Lo schiavo gallico                         | 27 mars 1972                    |   |                              |                                 |             |
| 5                   | Le Joueur d'échecs                            | Il giocatore di scacchi                    | 3 avril 1972                    |   |                              |                                 |             |
| 6                   | L'Étrange Trépas de Monsieur de la Pivardière | La doppia vita del signor de la Pivardière | 10 avril 1972                   |   |                              |                                 |             |
| 7                   | L'Évasion de Casanova                         | L'evasione di Casanova                     | 17 avril 1972                   |   |                              |                                 |             |
| 8                   | Benvenuto Cellini                             | Benvenuto Cellini                          | 30 octobre 1972                 |   |                              |                                 |             |
| 9                   | L'Enquête de l'inspecteur Lamb                | L'inchiesta dell'ispettore Lamb            | 6 novembre 1972                 |   |                              |                                 |             |
| 10                  | Le Colonel Jenatsch                           | Jürg Jenatsch, l'eroe dei Grigioni         | 13 novembre 1972                |   |                              |                                 |             |
| 11                  | Le Prince Rakoczi                             | Il principe Rakoczi                        | 20 novembre 1972                |   |                              |                                 |             |
| 12                  | Le Condottiere Bartolomeo Colleoni            | Il condottiero Bartolomeo Colleoni         | 27 novembre 1972                |   |                              |                                 |             |
| 13                  | Jacqueline de Bavière                         | Jacqueline di Baviera                      | 4 décembre 1972                 |   |                              |                                 |             |

### L'Évasion du duc de Beaufort

#### Synopsis
En 1643, après la mort de Louis XIII, la reine Anne d’Autriche assume la régence avec la complicité du cardinal Mazarin. Le duc de Beaufort complote contre le cardinal mais est découvert et emprisonné au château de Vincennes. Au bout de cinq ans, le duc de Beaufort parvient à s'échapper avec la complicité de sa maîtresse, la duchesse de Montbazon.

#### Fiche technique
- Scénario : André Castelot
- Réalisation : Christian-Jaque
- Adaptation : André Castelot et Christian-Jaque
- Dialogue : André Castelot
- Musique : Jean-Pierre Bourtayre
- Conseiller littéraire : Marcel Degliame
- Décors : Robert Giordani et Charles Finelli
- Montage : Louisette Hautecoeur et Arlette Lalande

#### Distribution
- Georges Descrières : Duc de Beaufort
- Jacques Castelot : de Chavigny
- Corinne Marchand : Anne d'Autriche
- Christiane Minazzoli : Madame de Montbazon
- Pierre Bertin : Monsieur de Montbazon
- Renée Faure : Princesse de Condé
- Robert Dalban : La Ramée
- Gérard Hernandez : Mazarin
- Robert Party : Louis XIII
- Jean-Marie Bernicat : Duc d'Orléans
- Guy Delorme : Capitaine Guitaut
- Jean Fontaine : Le fauconnier
- Henri Guegan : Vaugrimaud
- Aude Loring : Madame de Longueville
- Jean Marconi : Prince de Condé
- Pierre Repp : L'astrologue

#### Tournage
- Studios Eclair à Épinay-sur-Seine

### Le Comte de Lavalette

#### Synopsis
Lavalette, un fidèle de Napoléon, est arrêté et condamné à mort après la défaite de Waterloo. La veille de l'exécution, sa femme Émilie, qui est allée en prison, prend la place de son mari, qui parvient à s'échapper de Paris. Sept ans plus tard, Lavalette revient d'exil et retrouve sa femme et sa fille.

#### Fiche technique
- Scénario : Claude Brulé
- Réalisation : Jean-Pierre Decourt
- Musique : Jean-Pierre Bourtayre
- Conseiller littéraire : Marcel Degliame
- Décors : Robert Giordani et Charles Finelli

#### Distribution
- Robert Etcheverry : Lavalette
- Marianne Comtell : Émilie de Lavalette
- Pierre Massimi : Bonaparte
- Jean-Paul Cisife : L'homme en noir
- Jean-Paul Moulinot : Louis XVIII
- Marthe Alycia : Princesse de Vaudremont
- Annick Alane : Comtesse Ferrand
- Sylvie Favre : Joséphine de Lavalette
- Fernand Guiot : Joly
- Hubert de Lapparent : Fouché
- Marco Perrin : Le provocateur
- Raoul Billerey : Baudus
- Yves Bureau : Eberlé
- Jeanne Colletin : Duchesse d'Angoulême
- Guy Delorme : Piat
- Jean-Pierre Moreux : Decazes
- Olivier Oll : Le greffier

#### Tournage
- Studios Eclair à Épinay-sur-Seine

### Latude ou l'Entêtement de vivre

#### Synopsis
En 1748, Latude, à la suite d'un malentendu, subit les foudres de la marquise de Pompadour qui le fait emprisonner à la Bastille. Il réussit à s'évader trois fois, à chaque fois repris, pour finalement retrouver la liberté en 1784.

#### Fiche technique
- Scénario : Henri Kubnick
- Réalisation : Jean-Pierre Decourt
- Adaptation : Jean Cosmos
- Dialogue : Jean Cosmos
- Musique : Jean-Pierre Bourtayre
- Conseiller littéraire : Marcel Degliame
- Décors : Robert Giordani et Charles Finelli

#### Distribution
- Michel Duchaussoy : Latude
- Jean-Pierre Darras : Saint-Marc
- Jacques Vérières : d'Alègre
- Jacques Alric : Daragon
- Gabriel Cattand : le gouverneur de la Bastille
- Myriam Boyer : Charlotte
- René Clermont : Cochard
- Gilbert Damien : Sartine
- Jacques Hilling : Berryer
- Jacqueline Huet : La Pompadour

#### Tournage
- Studios Eclair à Épinay-sur-Seine

### L'Esclave gaulois

#### Synopsis
En 532, le roi Clovis est mort depuis vingt ans et son fils aîné Théodoric, qui lui a succédé en Austrasie et en Auvergne, prend en otage Attale, fils du comte d'Autun. Grégoire, évêque de Langres et oncle d'Attale, ordonne au fidèle Léon de faire fuir son neveu. Léon parvient à se faire embaucher comme cuisinier de Théodoric et libère Attale et la jeune princesse germanique Yseut, dont il est tombé amoureux entre-temps.

#### Fiche technique
- Réalisation : Jean-Pierre Decourt
- Dialogue : Henri de Turenne
- Musique : Jean-Pierre Bourtayre
- Conseiller littéraire : Marcel Degliame
- Décors : Robert Giordani et Charles Finelli

#### Distribution
- Jacques Fabbri : Léon
- Michel Vitold : Theodoric
- Henri Virlojeux : Grégoire
- Jacques Balutin : Albérix
- Loumi Iacobesco : Yseut
- Bernard Giraudeau : Attale
- Malka Ribowska : Markowefe
- Gabriel Jabbour : le marchand
- Michel Lebret : Venitius
- Alain Souchère : Berthold
- Nicole Elfi : Andowere
- Guy Fox : Alarik
- Guy Delorme : Ludowik
- Enrico Lopez : l'espion
- Jacky Blanchot : cavalier franc
- Marcel Gassouk : l'accusé
- Roger Trapp : le plaignant

#### Tournage
- Studios Eclair à Épinay-sur-Seine

### Le Joueur d'échecs

#### Synopsis
Après la bataille d'Iéna Napoléon visite le château du baron Hongrois Wolfgang von Kempelen, qui a conçu des automates et en particulier le Turc mécanique joueur d'échecs.

#### Fiche technique
- Scénario : Henri Kubnick
- Adaptation : Jacques Robert et Christian-Jaque
- Dialogue : Jacques Robert
- Musique : Jean-Pierre Bourtayre
- Réalisation : Christian-Jaque
- Directeur de la photographie : Pierre Petit
- Décors : Robert Giordani et Tivadar Bertalan
- Costumier : Jacques Cottin

#### Distribution
- Zoltán Latinovits : Baron de Kempelen
- Robert Party : Glücker
- Jacques Castelot : Voltaire
- Robert Manuel : Napoléon
- István Bujtor : Maelzel
- Roger Dumas : Docteur Oslovski
- Károly Mécs (hu) : Woronski

#### Tournage
- Studios Mafilm

### L'Étrange Trépas de Monsieur de la Pivardière

#### Synopsis
A la fin du XVIIe siècle, le lieutenant Louis de la Pivardière (en) revient de la guerre et découvre l'infidélité de sa femme. Le lendemain, La Pivardière a disparu et son lit est retrouvé ensanglanté. Les enquêteurs pensent qu'il s'agit d'un uxoricide et poursuivent sa femme en justice. En réalité, La Pivardière a changé d'identité et s'est remarié. Lorsque sa première femme est condamnée à mort, La Pivardière révèle la vérité. Il est alors arrêté et sa femme graciée par le roi Louis XIV.

#### Fiche technique
- Scénario : Henri Kubnick
- Adaptation : Albert Simonin et Jean-Pierre Decourt
- Dialogue : Albert Simonin
- Musique : Jean-Pierre Bourtayre
- Réalisation : Jean-Pierre Decourt
- Décors : Robert Giordani et Charles Finelli

#### Distribution
- Louis Velle : Monsieur de la Pivardière (en)
- Geneviève Fontanel : Madame de la Pivardière
- Pierre Vernier : L'abbé Charoz
- Roger Carel : Morin
- Michel Beaune : Lieutenant Bonnet
- Robert Berri : Doublet
- Yvon Bouchard : La Fleur
- Hélène Manesse : Madame Dubouchet
- Nicole Maurey : Madame de Boislinard
- Germaine Delbat : Madame Doublet
- Catherine Lafond : Marguerite
- Édith Loria : Catherine
- Guy Marly : Diseur de complainte
- Arlette Poirier : Madame de Chateaurenard
- Alexandre Rignault : L'aubergiste

#### Tournage
- Studios Eclair à Épinay-sur-Seine

### L'Évasion de Casanova

#### Synopsis
En 1755, Giacomo Casanova, après des années de voyage en Europe, retourne dans sa Venise natale, mais est arrêté pour libertinage et pratiques maçonniques. Emprisonné aux Piombi à Venise, il parvient à s'évader et retourne errer à travers l'Europe.

#### Fiche technique
- D'après les mémoires de Casanova
- Scénario : Claude Brulé
- Réalisation : Jean-Pierre Decourt
- Dialogue : Claude Brulé
- Musique : Piero Piccioni
- Directeur de la photographie : Aldo Scavarda

#### Distribution
- Ugo Pagliai : Casanova
- Beba Loncar : M. M.
- Paola Gassman : Tonine
- Daniela de Meo : Barberine
- Anna Mariacher : Anna Maria
- Patrizia Valturri : La comtesse Bonafède
- Arnaldo Momo : Bragadin
- Vincenzo Ferro (it) : Balbi
- Ileana Fraja : Madame Vitturi

### Benvenuto Cellini

#### Synopsis
En 1538, Benvenuto Cellini est arrêté et emprisonné au château Saint-Ange sous la fausse accusation d'avoir volé des bijoux du pape Clément VII lors du sac de Rome. Les accusations sont venues de son ennemi Pierre-Louis Farnèse, fils du pape Paul III. Cellini parvient à s'échapper avec l'aide de ses amis Albertaccio Del Bene et Pantasilea.

#### Fiche technique
- Réalisation : Marcello Baldi
- Scénario : Henri Kubnick, Marcello Baldi, Mimmo Calandruccio
- Dialogue : Marcello Baldi et Mimmo Calandruccio
- Adaptation : Henri Kubnick, Marcello Baldi, Mimmo Calandruccio
- Musique : Piero Piccioni
- Directeur de la photographie : Aldo Scavarda

#### Distribution
- Gianni Garko : Benvenuto Cellini
- Patrizia Valturri : Lelia
- Nino Segurini (it) : Pierre-Louis Farnèse
- Maria Pia Nardon : Pantassilea
- Giorgio Cerioni : Albertaccio del Bene
- Mario Scaccia : Le châtelain
- Giulio Girola : Le procureur
- Claudio Gora : Paul III
- Marcello Bonini Olas (it) : Cardinal Cornaro
- Aldo Rendine (it) : Le moine

### L'Enquête de l'inspecteur Lamb

#### Synopsis
En 1811, dans l'empire d'Autriche, la chambre forte d'une trésorerie est dévalisée. L'inspecteur Lamb est chargé de l'enquête.

#### Fiche technique
- D'après le roman de Mór Jókai
- Scénario : Albert Simonin et Tamas Renyi
- Réalisation : Tamas Renyi
- Musique : Géza Berky

#### Distribution
- Teri Tordai (hu) : Barbara
- Péter Huszti (hu) : Lamb
- Dezső Garas : Daniel
- György Bárdy (hu) : Avakum
- Ferenc Kállai : Dobos
- Ferenc Bencze (hu) : Lukacs
- Gábor Koncz (hu) : Le gendarme
- Istvan Degi : Karajan
- Béla Timár (hu) : Le tzigane
- Árpád Gyenge (hu) : Nizzli

### Le Colonel Jenatsch

#### Synopsis
Au XVIIe siècle, le colonel Georg Jenatsch, originaire des Grisons, libère la Valteline des Espagnols au nom du duc de Rohan.

#### Fiche technique
- Inspiré de Conrad Ferdinand Meyer
- Scénario : Marcello Pagliero
- Dialogue : Marcello Pagliero
- Musique : Jean-Pierre Bourtayre
- Réalisation : Tony Flaadt
- Directeur de la photographie : Lamberto Caimi

#### Distribution
- Michel Baloh : Jenatsch
- Alexandra Stewart : Lucrezia
- Françoise Christophe : Duchesse de Rohan
- Yves Brainville : Duc de Rohan
- Elio Crovetto (it) : Puisatier
- Ezio Sancrotti (it) : Commandant
- Guido Gagliardi : Wertmuller
- Siro Panini : Bass
- Luciano Fino : Sonneur
- Ruggero Donadio : Rudolph Planta
- Gianni Bortolotto : Ambassadeur
- Gianni Sancrotti : Apprenti
- Raf Pezzoli : Lukas

#### Tournage
- Château de Rivalta (it)

### Le Prince Rakoczi

#### Synopsis
Au XVIIIe siècle, dirigé par le prince Rakoczi, les Hongrois se rebellent contre le despotisme de l'empereur Léopold Ier. À l'aide d'un piège, les hommes de l'empereur l'arrêtent et l'enferment dans la forteresse de Wiener Neustadt. Sa femme, avec la complicité du geôlier en chef, parvient à le faire sortir et à retourner en Transylvanie.

#### Fiche technique
- D'après un roman de Géza Hegedüs (hu)
- Scénario : Henri Noguères
- Dialogue : Henri Noguères
- Musique : Emil Petrovics (hu)
- Réalisation : Károly Makk
- Directeur de la photographie : Lorant Lukacs

#### Distribution
- Lajos Balázsovits : Rakoczi
- Philippe March : Lehmann
- Virag Dory : Charlotte Amélie
- Ferenc Bessenyei : Szalontay
- Gyula Benkő : Hoffstadt
- Jacino Juhasz : Longueval
- Tibor Bitskey (hu) : Bercsenyi
- Sandor Deak : Beregei
- Attila Tyl (hu) : Lipot
- Ferenc Némethy (hu) Ferenc Nemethy : Pyargnimus
- Jean Fontaine : Officier impérial

### Le Condottiere Bartolomeo Colleoni

#### Synopsis
Au XVe siècle, remercié par la république de Venise, le condottiere Bartolomeo Colleoni passe au service du duc de Milan, mais il est bien vite accusé de jouer un double jeu au profit de Venise. Il est arrêté et conduit enchaîné à la prison des « Forni » (Fours) du château de Monza (it).

#### Fiche technique
- Scénario : Marcello Baldi
- Dialogue : Mimmo Calandruccio
- Musique : Piero Piccioni
- Réalisation : Lionello De Felice

#### Distribution
- Carlo Cattaneo : Bartolomeo Colleoni
- Andrea Aureli : Carceriere
- Maria Pia Nardon : Tisbe, la femme de Bartolomeo Colleoni
- Mario Scaccia : Duc Philippe Marie Visconti
- Henriette Vloeimans : Duchesse Marie de Savoie
- Vincenzo Ferro (it) : Pier Candido Decembrio
- Roberto Paoletti : Niccolò Piccinino
- Gianni Marzocchi (it) : Francesco Piccinino (en)
- Gastone Bartolucci (it) : Martinengo
- Salvatore Lago : Giogetto Poma
- Nello Riviè (it) : Castellano

### Jacqueline de Bavière

#### Synopsis
Au XVe siècle, Jacqueline de Bavière, comtesse de Hainaut, de Hollande et de Zélande dont le mariage a été l'objet d'un conflit entre l'Angleterre et la Bourgogne décide de se mettre sous la "protection" de Philippe le Bon, duc de Bourgogne.

#### Fiche technique
- Scénario : Nathan Grigorieff
- Dialogue : Nathan Grigorieff
- Musique : Jean-Pierre Bourtayre
- Réalisation : André Soupart

#### Distribution
- Claire Wauthion : Jacqueline de Bavière
- Roger Van Hool : Philippe le Bon
- Jean Rovis : Van Dijk
- Marie-France Colin : Dame Isabelle
- Patrick Roegiers : Brederode
- Jean-Marie Petiniot : Chimay
- Jules-Henri Marchant : Brabant
- Jacques Lippe : Le mercier
- Jean Pascal : Dom Blaise
- Etienne Samson : D'Alchkere
- Jan Decleir : Gloucester
- Michel de Warzée : le soldat
- Marie-Luce Bonfanti : Mahaut
- Christian Maillet : l'écuyer
- Olivier Monneret : le page Guido

#### Tournage
- Studios Eclair à Épinay-sur-Seine
- Tournage à Thy-le-Château, en Belgique